# Louis Krages
Louis Krages (Bremen, 2 de agosto de 1949 – Atlanta, 11 de janeiro de 2001) foi um empresário e piloto automobilístico alemão que teve como sua maior conquista a vitória nas 24 Horas de Le Mans, em 1985.

## Carreira

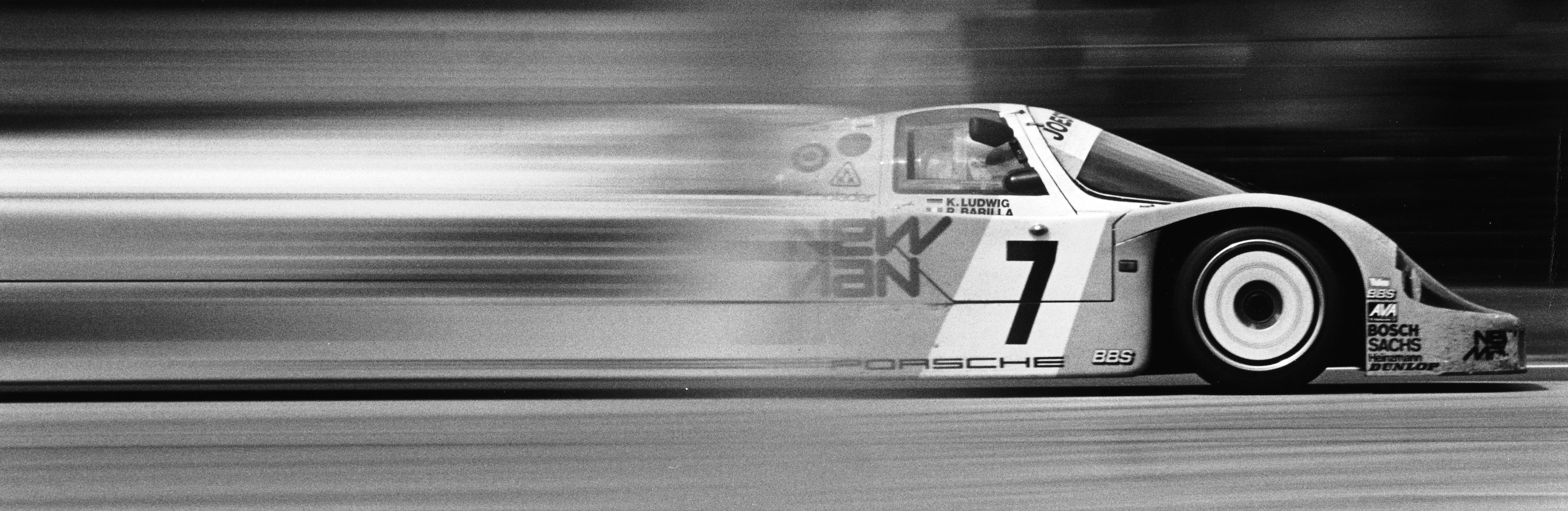
O Joest-Porsche 956C pilotado por Ludwig, Barilla e "Winter" nas 24 Horas de Le Mans de 1985.

Para não ser descoberto pela família (principalmente sua mãe), Krages adotou o pseudônimo John Winter para competir.
Com este nome, foi campeão das 24 Horas de Le Mans de 1985, pilotando um Porsche 956C da Joest Racing em parceria com o compatriota Klaus Ludwig e o italiano Paolo Barilla. A mãe do piloto, no entanto, descobriu tudo ao vê-lo em uma foto no jornal que estava lendo. Ele ainda disputou outras 9 edições da prova (abandonou 4 e não se classificou em 1979), pilotando apenas carros da Porsche.
Ele ainda competiu na DTM, porém não teve resultados expressivos. Durante a etapa de AVUS, em 1994, sofreu um violento acidente, depois que seu Opel Calibra explodiu em chamas após bater. Krages, que saiu ileso, voltaria a usar seu nome verdadeiro em 1995, ano em que se aposentou como piloto.

## Morte
Após deixar as pistas, mudou-se para Atlanta, nos Estados Unidos, onde passou a trabalhar com brinquedos. Em 11 de janeiro de 2001, enfrentando dificuldades financeiras e sofrendo com uma depressão, decidiu cometer suicídio aos 51 anos de idade.